# Gastroecus caulleryi
Espèce
Gastroecus caulleryi est un copépode borgne de la famille des Antheacheridae.